# Bicyclus evadne
Bicyclus evadne je leptir iz porodice šarenaca. Nalazi se u državama Gvineja, Sijera Leone, Liberija, Obala Bjelokosti, Gana, Nigerija, Kamerun, Gabon, Republika Kongo DR Kongo. Stanište su mu šume.

## Podvrste
- Bicyclus evadne evadne (Gvineja, Sijera Leone, Liberija, zapadna Obala Bjelokosti)
- Bicyclus evadne elionias (Hewitson, 1866) (istočna Obala Bjelokosti, Gana, istočna Nigerija, Kamerun, Gabon, R Kongo, DR Kongo)

## Vanjske poveznice
|  | Zajednički poslužitelj ima još gradiva o temi Bicyclus evadne |